# Hockey Club Asiago 1995-1996
Questa pagina contiene i dati relativi alla stagione hockeystica 1995-1996 della società di hockey su ghiaccio HC Asiago.

## Piazzamento
- Campionato: 6° in serie A1.
- Competizioni europee: 5° nel central group in Alpenliga.

## Roster
- Bruno Campese
- Gianfranco Basso
- Dave Doucette
- Roberto Cantele
- Gianluca Schivo
- Valentino Vellar
- Trevor Sim
- Andrea Mosele
- Franco Vellar
- Tommy Gronlund
- Luca Rigoni
- Luigi Da Corte
- Pierangelo Cibien
- Armando Chelodi
- Mario Nobili
- Stefano Segafredo
- Giorgio De Bettin
- John Parco
- Chris Longo
- Daniel Del Monte

### Allenatore
Dale McCourt